# Шукайло, Павел Захарович
Па́вел (Павлю́к) Заха́рович Шука́йло (бел. Паўлюк Захаравіч Шукайла; 1904, Малая Лепеница — 14 апреля 1939, Бутово-Коммунарка) — белорусский советский поэт, критик, киновед, редактор, вице-президент Государственной академии искусствознания (ГАИН). Профессор (1933).

## Биография
Родился в селе Малая Лапеница Волковысского уезда Гродненской губернии в крестьянской семье. В первой половине 1920-х участвовал в подпольном революционном движении в Западной Белоруссии. Член Коммунистической партии Западной Белоруссии с 1923 года. В конце 1924 — начале 1925 года нелегально перешёл польско-советскую границу. Вступил в ряды ВКП(б).
Работал редактором Слуцкой окружной газеты «Вясковы будаўнiк», секретарём райкома партии в Россонах, был председателем комиссии по контролю за ходом белорусизации в Россонском районе. Вступил в молодёжное литературное объединение «Маладняк», руководил его отделением в Слуцке.
В 1926 году поступил на литературно-лингвистическое отделение педагогического факультета Белорусского государственного университета. В октябре 1927 года организовал литературно-художественную коммуну «Росквiт», создатель и редактор литературного журнала «Росквiт». Входил в состав редакционной коллегии окружной газеты «Чырвоная Полаччына» (1927).
В 1928 году был откомандирован в Москву на учёбу в Коммунистическую академию, являлся аспирантом академии. Входил в состав литературной группы ЛЕФ. В Москве организовал белорусскую секцию Московской ассоциации пролетарских писателей, инициатор выхода альманаха белорусской поэзии «Наступ».
В 1930 году был арестован. Освобождён в связи прекращением дела. 17 ноября 1930 года обратился в ОГПУ по Белорусскому военному округу о реабилитации после ареста, чтобы «активно участвовать на литературном фронте социалистического строительства».
В начале 30-х — директор Центрального техникума театрального искусства. С ноября 1931 года — заведующий кафедрой методологии кино Государственного института кинематографии, ответственный редактор газеты «Кино» (1932). С 1933 года — вице-президент Государственной академии искусствознания (ГАИС) в Ленинграде, профессор (1933).
В 1935 году был снова арестован, но вскоре освобождён; после освобождения развёлся с женой, не имел постоянного места жительства. С 1936 года работал сценаристом на киностудии «Межрабпомфильм».
В 1937 году был исключён из рядов ВКП(б). Арестован 1 ноября 1938 года. 13 апреля 1939 года приговорён Военной Коллегией Верховного Суда (ВКВС) СССР к ВМН за участие в контрреволюционной националистической организации. Свою вину не признал. Расстрелян 14 апреля 1939 года. Реабилитирован 14 апреля 1959 года ВКВС СССР.

## Творчество
С 1925 года публиковался в печати. В 1930 году издал поэтический сборник «Акрываўленая зямля». Считается первым белорусским футуристом. Автор ряда литературных и критических статей. Придерживался идейно-эстетической платформы журнала «Новый ЛЕФ», занимал воинствующую и бескомпромиссную позицию в полемике с литературными оппонентами, подвергал критике стихи Анатолия Вольного, Алеся Дудара, Владимира Жилка, Тодора Кляшторного и других.
Современники по-разному оценивали личность Шукайлы. Максим Лужанин называл его «литературный клоун» (бел. «літаратурны клоўн»). Сергей Граховский отзывался так: «громкий, дерзкий, бесцеремонный» (бел. «галасісты, нахабны, бесцырымонны»). И в то же время Ян Скрыган считал, что Шукайло — «человек пылкой натуры, доброго, искреннего сердца, партизанского высокомерия и братства» (бел. «чалавек агнявой натуры, добрага, шчырага сэрца, партызанскай зухаватасці і брацтва»).